# 广电运通
广州广电运通金融电子股份有限公司（证券简称：广电运通，深交所：002152）是一间从事银行自动柜员机、智能交通自动售检票系统等自助设备产业为核心的上市公司。
公司前身为成立于1999年7月8日的广州广电运通金融电子有限公司，2005年10月变更为现公司。2007年8月13日在深圳证券交易所A股上市，2009年7月3日公司注册地址变更为现址。